# Clyman
Clyman és una població dels Estats Units a l'estat de Wisconsin. Segons el cens del 2000 tenia 388 habitants.

## Demografia
Segons el cens del 2000, Clyman tenia 388 habitants, 153 habitatges, i 104 famílies. La densitat de població era de 624,2 habitants per km².
Dels 153 habitatges en un 35,3% hi vivien nens de menys de 18 anys, en un 54,2% hi vivien parelles casades, en un 7,8% dones solteres, i en un 31,4% no eren unitats familiars. En el 26,1% dels habitatges hi vivien persones soles el 8,5% de les quals corresponia a persones de 65 anys o més que vivien soles. El nombre mitjà de persones vivint en cada habitatge era de 2,54 i el nombre mitjà de persones que vivien en cada família era de 3,05.
Per edats la població es repartia de la següent manera: un 27,6% tenia menys de 18 anys, un 8% entre 18 i 24, un 33,8% entre 25 i 44, un 17,3% de 45 a 60 i un 13,4% 65 anys o més.
L'edat mediana era de 36 anys. Per cada 100 dones de 18 o més anys hi havia 108,1 homes.
La renda mediana per habitatge era de 40.000 $ i la renda mediana per família de 50.625 $. Els homes tenien una renda mediana de 34.821 $ mentre que les dones 23.667 $. La renda per capita de la població era de 16.346 $. Aproximadament el 4,9% de les famílies i el 6,4% de la població estaven per davall del llindar de pobresa.

## Poblacions més properes
El següent diagrama mostra les poblacions més properes.